# 旱雀豆属
旱雀豆属（学名：Chesniella）是豆科下的一个属，为多年生草本植物。

## 下属分类
- 甘肃旱雀豆 Chesniella gansuensis
- 蒙古旱雀豆 Chesniella mongolica